# پروفسور (فیلم ۱۹۶۲)
«پروفسور» (انگلیسی: Professor (1962 film)) یک فیلم است که در سال ۱۹۶۲ منتشر شد. از بازیگران آن می‌توان به شامی کپور اشاره کرد.